# Flowplayer
Flowplayer är en HTML5 Video-spelare för webbsidor. Det finns en fri version tillgänglig under GPL-licens.